# Theodor Fontane
Heinrich Theodor Fontane (Neuruppin, 1819. december 30. – Berlin, 1898. szeptember 20.) német író és költő, aki javarészt regényeket írt. Több megjelent könyve vált nemzetközileg is elismert olvasmánnyá, mint például a Tóparti kastély. Ő tekinthető többek között a német költői realizmus legjelentősebb alakjának.

## Élete
Heinrich Theodor Fontane 1819. december 30-án született Neuruppinban, Louis Henry Fontane (1796–1867) és Emilie Fontane (1797–1869) gyógyszerész fiaként. Mindkét szülő huguenotta eredetű volt. Fontane nagyapja a Pierre Barthélemy Fontane (1757–1826) festő és zenész tanár volt.
Theodor Fontane hétéves koráig élt Neuruppinben. Apja eladta a város központjában levő gyógyszertárát (ma Fontane House, Oroszlán Gyógyszertár Karl-Marx-Strasse 84), hogy vissza tudja fizetni szerencsejáték adósságát a nyugat-pomerániai Swinemündében (ma Swinoujscie, Lengyelország) vett egy kisebb gyógyszertárat, ezért a család elhagyta a Brandenburgban levő Neuruppint.
1832-től 1833-ig Fontane Neuruppinban, a Friedrich-Wilhelm Gimnáziumban tanult, majd a Karl Friedrich Klöden berlini kereskedelmi iskolába folytatta tanulmányait. 1836-ban abbahagyta tanulmányait a szakiskolában, és gyógyszerész képzésbe kezdett, melyet 1839. decemberében fejezett be, 1840 őszén Burg de Magdeburg mellett kezdte meg gyógyszerészasszisztens tevékenységét. Az első verseket is ez idő tájt írta, első novellája 1839-ben jelent meg.
1841-ben tífuszba betegedett meg, de felgyógyult a betegségéből. Ezután mint gyógyszerész asszisztens dolgozott 1841 áprilisától 1842 februárjáig Lipcsében, a Sas Patikában a Hainstraße 9 alatt, majd a Drezdában, végül 1845-től apja gyógyszertárában Berlinben.
Lipcsében a Herwegh irodalmi klub tagja volt, és kapcsolatba került Georg Günther szerkesztővel. 
1844 április 1-től 1845 március 31-ig katonai szolgálatot teljesített, mint egy egyéves önkéntes. Ez idő alatt Hermann Scherz iskolai barátja meghívására tette meg első, 14 napos kirándulását Angliába.
1847 márciusában Fontane megkapta gyógyszerész engedélyét. 1849. szeptember 30-án úgy döntött, hogy teljesen lemond a gyógyszerész szakmáról, és íróként él. Cikkeit először a radikális demokratikus Dresdner Zeitungba írta, első könyve is ez évben jelent meg: Männer und Helden. Acht Preußenlieder (Férfiak és hősök. Nyolc porosz dal.)
1850. október 16-án feleségül vette Emilie Rouanet-Kummert, Berlinben éltek. Eleinte pénzügyi problémái voltak, mivel Fontane nem talált munkát. Egy évvel később felvették a Központi Sajtóirodába. 1852-ben Londonba utazott, és ott élt 1855 és 1859 között. 1855. augusztusában Adolph Menzel javaslatára Fontane német-angol tudósító lett Londonban. Otto von Manteuffel jóváhagyta tartózkodását és biztosította a pénzügyi hátterét. Fontane feladata a londoni sajtójelentések készítése volt. Albrecht von Bernstorff londoni nagykövet alá volt rendelve. 
A porosz királyi házban a kormányváltás miatt bízott a poroszországi jövőbeli liberalizációban, Londonban azonban nem talált szerkesztői munkát, ekkor az utazási irodalomhoz fordult, amely a 19. század közepén valóságos fellendülés volt, mert csak néhány ember engedhette meg magának az utazást Keletre, Európára és más területekre. Utazásairól szóló cikkei és könyvei széleskörű nyilvános figyelmet kaptak. Szülővárosában, Neuruppinban, például megjelent a Templomkert (Frigyes koronaherceg egykori kertje Poroszországban) a Kreuzzeitungban. A történelemmel és történetekkel foglalkozó útleírásokból született meg 1861-ben a Grafschaft Ruppin című könyvecske, amely egy évvel később Wanderungen durch die Mark Brandenburg címmel második kiadásban is megjelent. Néhány évvel halála előtt Fontane átdolgozta ezt az első kötetet, amely összesen öt kiadást ért meg.
A Vossische Zeitung színházi kritikusaként dolgozott 1870-től.
1874 és 1876 között Fontane feleségével kirándulásokat tett Ausztriába, Olaszországba és Svájcba. Ezen utazások végén elhatározta, hogy többé nem ír újságnak, újra szabadúszó íróként akart élni. Ez időtől számos művet írt, amíg 1892-ben súlyos agyi ischaemiában meg nem betegedett. Az orvos azt tanácsolta neki, hogy írja le gyermekkori emlékeit, hogy elterelje figyelmát a betegségéről. Követte a tanácsot, és olyan jól felépült, hogy képes volt befejezni Effi Briestet és két másik regényét (Die Poggenpuhls és Der Stechlin) és az önéletrajzi Húsztól harmincig címűt.
Fontane 1898 szeptember 20-án halt meg Berlinben.

## Művei
- Geschwisterliebe, 1839
- Zwei Post-Stationen, 1845
- James Monmouth, 1854
- Tuch und Locke, 1854
- Goldene Hochzeit, 1854
- Vor dem Sturm, 1878
- Grete Minde, 1880
- Wanderungen durch die Mark Brandenburg, 1880
- Elternklipp, 1881
- L'Adultera, 1882
- Schach von Wuthenow, 1882
- Graf Petöfy, 1884
- Unterm Birnbaum, 1885
- Cécile, 1887
- Irrungen, Wirrungen, 1888
- Stine, 1890
- Quitt, 1891
- Unwiederbringlich, 1891
- Frau Jenny Treibel, 1892
- Meine Kinderjahre, 1894
- Effi Briest, 1896
- Die Poggenpuhls, 1896
- Der Stechlin, 1899
- Mathilde Möhring, 1906

## Magyarul
- Effi Briest. Regény; ford. Vas István, bev. Bodi László, jegyz. Vígh Gábor; Szépirodalmi, Bp., 1954
- Tévelygések – tévedések. Kisregény; ford. Rákosi Zoltán, jegyz. Walkó György; Új Magyar Kiadó, Bp., 1956
- Jenny Treibel. Regény; ford. Szász Béla, jegyz. Walkó György; Európa, Bp., 1957
- Tóparti kastély; ford. Doromby Károly, jegyz. Kovács Endre; Európa, Bp., 1965
- Cécile. Regény; ford. Kende Ferike; Európa, Bp., 1969
- Jenny Treibel / Stine. Két kisregény; ford. Póka Endre, Rákosi Zoltán, utószó Németh G. Béla; Európa, Bp., 1977 (A világirodalom remekei)
- Porosz esküvő / A Poggenpuhl család. Két kisregény; ford. Kászonyi Ágota, szerk., jegyz. Kovács András; Európa, Bp., 1979
- Hajó Koppenhága felől. Regény; szerk., jegyz. Lendvay Katalin, ford. Kászonyi Ágota, versford. Székely Magda; Európa, Bp., 1984
- A körtefa alatt; ford. Györffy Miklós, Gergely Erzsébet; Európa, Bp., 1995
- Effi Briest; ford. Hessky Orsolya; Kossuth–Népszabadság Könyvek, Bp., 2006 (A világirodalom klasszikusai)